# II Pułk Kozaków Sułtańskich

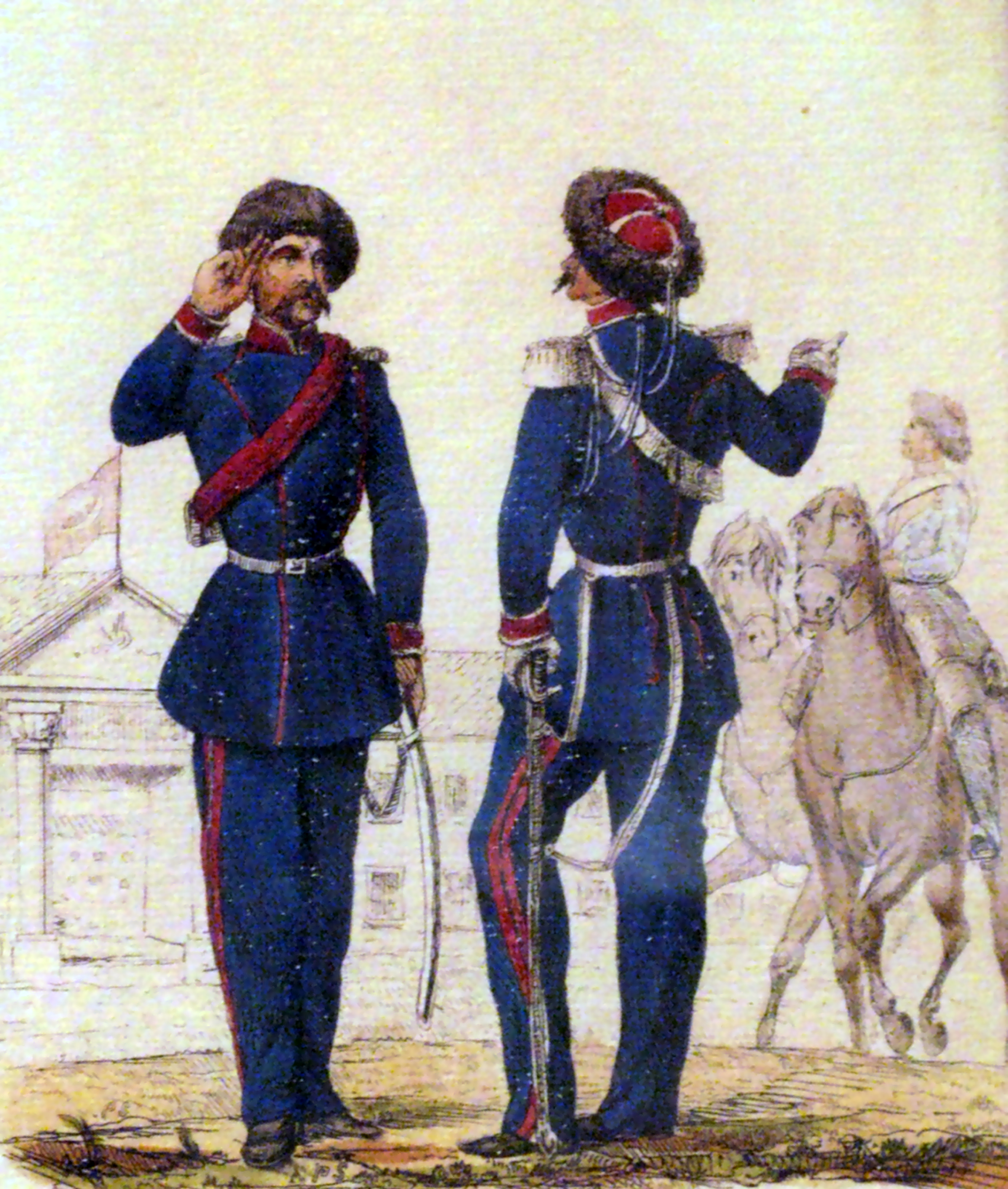
Żołnierze 2 Pułku Kozaków Sułtańskich

II Pułk Kozaków Sułtańskich – polski oddział wojskowy, sformowany pod auspicjami Hotelu Lambert w czasie wojny krymskiej pod koniec 1855.
Twórcą oddziału był Władysław Stanisław Zamoyski, generał brygady armii tureckiej z nadania brytyjskiego, który prowadził ożywioną działalność wojskową i rywalizował z Michałem Czajkowskim (Mehmedem Paszą).
II Pułk Kozaków Sułtańskich miał zostać użyty w wojnie przeciwko Rosji.